# ريكاردو كورتيز
ريكاردو كورتيز (بالإسبانية: Ricardo Cortés)‏ مواليد 24 يناير 1980 في ولاية ميتشواكان، هو ملاكم محترف مكسيكي يصنف ضمن فئة الوزن المتوسط.

## إحصائيات
خاض خلال مسيرته 27 نزالا، فاز في 23 وتعادل في 1 وخسر في 3. فاز بالضربة القاضية في 16 نزالا.

## روابط خارجية
- ريكاردو كورتيز على موقع بوكس ريك (الإنجليزية) (registration required)